# Bunaea aslauga
Bunaea aslauga är en fjärilsart som beskrevs av Kirby 1877. Bunaea aslauga ingår i släktet Bunaea och familjen påfågelsspinnare. Inga underarter finns listade i Catalogue of Life.